# Golfo di Faddej
Il golfo di Faddej (in russo зали́в Фадде́я?, zaliv Faddeja) è un'insenatura lungo la costa settentrionale russa, nel territorio di Krasnojarsk, amministrata dal Tajmyrskij rajon. È situato nella parte sud-occidentale del mare di Laptev.

## Geografia
Il golfo si apre nella parte nordorientale della penisola del Tajmyr (Таймырский полуостров). Ha una rozza forma rettangolare con una lunghezza di circa 37 km e una larghezza di 20 km. La profondità massima è di 25 m.
Vi sfociano numerosi fiumi tra i quali: Faddeja (река Фаддея), Pregradnaja (река Преградыая), Peka (река Пека), Stanovaja (река Становая), Gorodkova (река Городкова) e Rubežnaja (река Рубежыая). Questi ultimi due sfociano a sud in una più piccola insenatura chiamata baia Tichaja (бухта Тихая).
Lungo la costa occidentale si aprono la baia Zimovočnaja (бухта Зимовочная), la baia Otkrytaja (бухта Открытая) e la baia Olen'ja (бухта Оленья). 
All'ingresso del golfo si trovano le isole Faddej.
Il golfo di Faddej è ghiacciato per gran parte dell'anno.
Le sue sponde occidentali fanno parte della riserva naturale del Grande Artico.

## Storia
Il golfo è stato scoperto nell'agosto del 1736 dall'esploratore russo Vasilij Vasil'evič Prončiščev. Nel 1913 è stato ancora perlustrato dalla spedizione guidata da Boris Andreevič Vil'kickij e così chiamato in onore dell'esploratore Fabian Gottlieb von Bellingshausen (noto in Russia come "Faddej Faddeevič Bellinsgauzen").